# Мітекус
Мітекус (давньогрецька назва: Μίθαικος) — кухар та автор кулінарних книг кінця V століття до нашої ери. Грекомовний уродженець Сицилії, Великої Греції, в часи, коли острів був багатим і високоцивілізованим, Мітеку приписують те, що він приніс знання про сицилійську гастрономію до Греції.  Зокрема, згідно з джерелами різної достовірності, він працював у Спарті, звідки його вигнали за поганий вплив,  та в Афінах. Він негативно згадується в діалозі Платона «Горгій».
Мітекус — перший відомий автор кулінарної книги, а його книга є першою відомою (якщо не зберереженою) грецькьеою кулінарною книгою. Один дуже короткий рецепт з неї таки зберігся, завдяки цитаті з  «Деїпнософіст» Афінея. Він написаний доричним діалектом грецької мови (відповідним як для грецькій Сицилії, так і Спарти) і в одному рядку написано, як приготувати рибу Cepola macrophthalma, стрічкоподібну рибу, яку тут називають тайнією (італійською вона відома як cepola, а сучасною грецькою як kordella):
Тайнія: випотрошити, видалити голову, промити, нарізати; додати сир та [оливкову] олію.
Додавання сиру, здається, було спірним питанням; цитується Архестрат, який попереджав своїх читачів, що сіракузькі кухарі псують хорошу рибу, додаючи сир.